# Medalla Davy
La Medalla Davy (del inglés: Davy Medal) es una medalla de bronce que es otorgada desde 1877 por la Royal Society, de Londres. Los que la reciben son destacados «por un descubrimiento reciente sumamente importante en cualquier rama de la química». La medalla toma el nombre de Humphry Davy, químico británico del siglo XIX y está acompañada de un premio de 1000 £.
La medalla fue entregada por primera vez en 1877 a Robert Wilhelm Bunsen y Gustav Robert Kirchhoff «por sus investigaciones y descubrimentos en el análisis espectral» y desde entonces ha sido concedida 140 veces. La medalla se concede anualmente y, a diferencia de otras medallas de la Real Sociedad, como la Medalla Hughes, su concesión nunca se ha suspendido por ninguna causa. La medalla fue otorgada recientemente a Fraser Armstrong «por su pionera electroquímica de película de proteína que permite un exquisito control termodinámico y cinético de las enzimas redox, ejemplificado por las hidrogenasas, clave en la tecnología de energías».
Esta distinción en ocasiones se ha otorgado conjuntamente a varias personas el mismo año, como fue el caso de su primera concesión en 1877. Esta circunstancia también se produjo en 1882, cuando se le otorgó a Dmitri Mendeleev y Julius Lothar Meyer «por su descubrimiento de las relaciones periódicas de los pesos atómicos»; en 1883, cuando fue entregada a Marcellin Berthelot y Julius Thomsen «por sus investigaciones en la termo-química»; en 1893 cuando el galardón recayó en Jacobus Henricus van 't Hoff y Joseph Achille Le Bel «en reconocimiento de su introducción de la teoría del carbono asimétrico, y su uso en la explicación de la constitución de los ópticamente activos compuestos de carbono»; en 1903 cuando fueron premiados Pierre Curie y Marie Curie «por sus investigaciones sobre el radio»; y, finalmente, en 1968 cuando los premiados fueron John Cornforth y George Joseph Popjak «en reconocimiento a su destacada labor conjunta en la elucidación de la ruta biosintética a poliisoprenoides y esteroides».

## Lista de galardonados con la Medalla Davy
| Año  | Galardonado(s)                                | Nacionalidad           | Razón de la concesión | Nobel (año)      | Otros premios |
| ---- | --------------------------------------------- | ---------------------- | --- | ---------------- | --- |
| 1877 | Robert Wilhelm Bunsen Gustav Robert Kirchhoff | Alemania · Alemania    | «por sus investigaciones y descubrimientos en análisis espectral». |                  | Medalla Copley (Bun., 1860) Medalla Rumford (Kir., 1862) |
| 1878 | Louis Paul Cailletet Raoul Pictet             | Francia · Suiza        | «por sus investigaciones, dirigidas de forma independiente, pero contemporáneamente, en la condensación de los así llamados gases permanentes». |                  | |
| 1879 | Paul Emile Lecoq de Boisbaudran               | Francia                | «por su descubrimiento del galio». |                  | |
| 1880 | Charles Friedel                               | Francia                | «por sus indagaciones sobre los compuestos orgánicos de silicio, y otras investigaciones». |                  | |
| 1881 | Adolf von Baeyer                              | Alemania               | «por su síntesis del índigo». | (Q, 1905)        | Medalla Liebig (1903) |
| 1882 | Dmitri Mendeleev Julius Lothar Meyer          | Rusia · Alemania       | «por su descubrimiento de las relaciones periódicas de los pesos atómicos». |                  | Medalla Copley (1905) |
| 1883 | Marcellin Berthelot Julius Thomsen            | Francia Dinamarca      | «por sus investigaciones en termoquímica». |                  | |
| 1884 | Adolph Wilhelm Hermann Kolbe                  | Alemania               | «por sus investigaciones en la isomería de alcoholes». |                  | |
| 1885 | Jean Servais Stas                             | Bélgica                | «por sus investigaciones sobre los pesos atómicos». |                  | |
| 1886 | Jean Charles Galissard de Marignac            | Suiza                  | «por sus investigaciones sobre los pesos atómicos». |                  | |
| 1887 | John Alexander Reina Newlands                 | Inglaterra             | «por su descubrimiento de la ley periódica de los elementos químicos». |                  | |
| 1888 | Sir William Crookes                           | Reino Unido            | «por sus investigaciones sobre el comportamiento de las sustancias sometidas a las influencias de la descarga eléctrica en un alto vacío». |                  | Medalla Royal (1875) Medalla Copley (1904) Medalla Elliott Cresson (1912)                                                                                            |
| 1889 | Sir William Henry Perkin                      | Inglaterra             | «por sus investigaciones sobre la rotación magnética en relación con la constitución química». |                  | Medalla Royal (1879) Medalla Perkin (1906) |
| 1890 | Emil Fischer                                  | Alemania               | «por sus descubrimientos en química orgánica y especialmente por sus investigaciones sobre los hidratos de carbono». | (Q, 1902)        | Medalla Elliott Cresson (1913) |
| 1891 | Viktor Meyer                                  | Alemania               | «por sus investigaciones sobre la determinación de densidades de vapor a altas temperaturas». |                  | |
| 1892 | Francois Marie Raoult                         | Francia                | «por sus investigaciones sobre los puntos de congelación de las soluciones, y sobre las presiones de vapor de las soluciones». |                  | |
| 1893 | Jacobus Henricus van 't Hoff Joseph Le Bel    | Países Bajos · Francia | «en reconocimiento de su introducción de la teoría de carbono asimétrico, y su uso en la explicación de la constitución de compuestos de carbono ópticamente activos». | (Q, 1901) (Hoff) | |
| 1894 | Per Theodor Cleve                             | Suecia                 | «por sus investigaciones sobre la química de las tierras raras». |                  | |
| 1895 | Sir William Ramsay                            | Escocia                | «por su participación en el descubrimiento del argón, y por sus descubrimientos en relación con los constituyentes gaseosos de minerales terrestres». | (Q, 1904)        | Medalla Elliott Cresson (1913) |
| 1896 | Henri Moissan                                 | Francia                | «por el aislamiento de flúor, y el uso del horno eléctrico en la preparación de metales refractarios y sus compuestos». | (Q, 1906)        | Medalla Elliott Cresson (1896) |
| 1897 | John Hall Gladstone                           | Inglaterra             | «por sus numerosas contribuciones a la ciencia química, y especialmente por su importante labor en la aplicación de métodos ópticos a la química». |                  | |
| 1898 | Johannes Wislicenus                           | Alemania               | «por sus contribuciones a la química orgánica, especialmente en el dominio de la isomería estereoquímica». |                  | |
| 1899 | Henry Edward Schunck                          | Reino Unido            | «por sus investigaciones sobre la rubia, índigo y clorofila». |                  | |
| 1900 | Wilhelm Körner                                | Alemania               | «por sus brillantes investigaciones sobre la posición de la teoría de los compuestos aromáticos». |                  | |
| 1901 | George Downing Liveing                        | Inglaterra             | «por su contribución a la espectroscopia». |                  | |
| 1902 | Svante Arrhenius                              | Suecia                 | «por la aplicación de la teoría de la disociación a la explicación del cambio químico». | (Q, 1903)        | Medalla Willard Gibbs (1911) Medalla Faraday (1914) |
| 1903 | Pierre Curie Marie Curie                      | Francia                | «por sus investigaciones sobre el radio». |                  | |
| 1904 | William Henry Perkin Jr.                      | Inglaterra             | «por sus notables descubrimientos en química orgánica». |                  | Medalla Royal (1925) |
| 1905 | Albert Ladenburg                              | Alemania               | «por sus investigaciones en química orgánica, especialmente en relación con la síntesis de alcaloides naturales». |                  | |
| 1906 | Rudolph Fittig                                | Alemania               | «por sus investigaciones en la química, especialmente su trabajo en lactonas y ácidos». |                  | |
| 1907 | Edward Williams Morley                        | Estados Unidos         | «debido a sus contribuciones a la física y la química, y especialmente por sus determinaciones de los pesos atómicos relativos de hidrógeno y oxígeno». |                  | Premio Willard Gibbs (1899) Medalla Elliott Cresson (1912) |
| 1908 | William A. Tilden                             | Reino Unido            | «debido a sus descubrimientos en química, especialmente en los terpenos y en calores atómicos». |                  | |
| 1909 | James Dewar                                   | Escocia                | «debido a sus investigaciones a bajas temperaturas». |                  | Medalla Lavoisier (?) Medalla Albert (?) Medalla Copley (1916) Medalla Franklin (1919) Medalla Hodgkins                                                              |
| 1910 | Theodore W. Richards                          | Estados Unidos         | «debido a sus investigaciones sobre la detrmination [sic] de los pesos atómicos». | (Q, 1914)        | Medalla Franklin (1916) |
| 1911 | Henry Edward Armstrong                        | Inglaterra             | «debido a sus investigaciones en química general y orgánica». |                  | |
| 1912 | Otto Wallach                                  | Alemania               | «debido a sus investigaciones sobre la química de los aceites esenciales y las ciclo-olefinas». | (Q, 1910)        | |
| 1913 | Raphael Meldola                               | Inglaterra             | «debido a trabajo en química sintética». |                  | |
| 1914 | William Jackson Pope                          | Inglaterra             | «debido a sus importantes contribuciones a la química orgánica y estructural». |                  | |
| 1915 | Paul Sabatier                                 | Francia                | «por sus investigaciones sobre la acción de contacto, y la aplicación de metales finamente divididos como agentes catalíticos». | (Q, 1912)        | Medalla Franklin (1933) |
| 1916 | Henry Louis Le Chatelier                      | Francia                | «debido a su eminencia como químico». |                  | |
| 1917 | Albin Haller                                  | Francia                | «debido a sus investigaciones importantes en el campo de la química orgánica». |                  | |
| 1918 | F. Stanley Kipping                            | Inglaterra             | «debido a sus estudios en el grupo del alcanfor y entre los derivados orgánicos del nitrógeno y silicio». |                  | |
| 1919 | Percy F. Frankland                            | Reino Unido            | «debido a su destacada labor en química, especialmente sobre actividad óptica y fermentación». |                  | |
| 1920 | Charles T. Heycock                            | Inglaterra             | «debido a su trabajo en química física y más especialmente en la composición y constitución de aleaciones». |                  | |
| 1921 | Philippe A. Guye                              | Suiza                  | «por sus investigaciones en química física». |                  | |
| 1922 | Jocelyn Field Thorpe                          | Inglaterra             | «por sus investigaciones en química orgánica sintética». |                  | |
| 1923 | Herbert Brereton Baker                        | Reino Unido            | «por sus investigaciones sobre el secado completo de gases y líquidos». |                  | |
| 1924 | Arthur George Perkin                          | Inglaterra             | «por sus investigaciones sobre la estructura de las materias colorantes naturales». |                  | |
| 1925 | James Irvine                                  | Escocia                | «por su trabajo sobre la constitución de los azúcares». |                  | Medalla Willard Gibbs (1926) |
| 1926 | James Walker                                  | Escocia                | «por su trabajo en la teoría de la ionización». |                  | |
| 1927 | Arthur Amos Noyes                             | Estados Unidos         | «por su trabajo en química física, especialmente en el tema de las soluciones electrolíticas». |                  | Medalla Willard Gibbs (1915) |
| 1928 | Frederick George Donnan                       | Irlanda                | «por sus contribuciones a la química física y particularmente por su teoría del equilibrio de membrana». |                  | |
| 1929 | Gilbert Newton Lewis                          | Estados Unidos         | «por sus contribuciones a la termodinámica clásica y la teoría de la valencia». |                  | Medalla Willard Gibbs (1924) |
| 1930 | Robert Robinson                               | Inglaterra             | «por su trabajo en la constitución y síntesis de productos naturales; también por sus contribuciones a la teoría de las reacciones orgánicas». | (Q, 1947)        | Medalla Royal (1932) Medalla Copley (1942) Medalla Franklin (1942) Medalla Priestley (1953)                                                                          |
| 1931 | Arthur Lapworth                               | Escocia                | «por sus investigaciones en química orgánica, especialmente aquellos relacionados con la tautomería y el mecanismo de las reacciones orgánicas». |                  | |
| 1932 | Richard Willstätter                           | Alemania               | «por sus distinguidas investigaciones en química orgánica». | (Q, 1915)        | Medalla Willard Gibbs (1933) |
| 1933 | William Hobson Mills                          | Reino Unido            | «por sus investigaciones en química orgánica, y por su trabajo en la síntesis y propiedades de los colorantes de cianina, y más especialmente por su investigación de nuevos tipos de moléculas asimétricas». |                  | |
| 1934 | Norman Haworth                                | Inglaterra             | «por sus investigaciones sobre la estructura molecular de los carbohidratos». | (Q, 1937)        | Medalla Royal (1942) |
| 1935 | Arthur Harden                                 | Inglaterra             | «por su destacada labor en bioquímica y especialmente por sus descubrimientos fundamentales en la química de la fermentación alcohólica». | (Q, 1929)        | |
| 1936 | William Arthur Bone                           | Reino Unido            | «por su trabajo pionero en la catálisis de contacto y sus investigaciones sobre el mecanismo de la combustión de hidrocarburos y sobre la naturaleza de las llamas y las explosiones gaseosas». |                  | |
| 1937 | Hans Fischer                                  | Alemania               | «en reconocimiento a su trabajo en la química de las porfirinas, particularmente su determinación de su estructura detallada por degradación y sus síntesis de las porfirinas de importancia biológica». | (Q, 1930)        | Medalla Liebig (1929) |
| 1938 | George Barger                                 | Reino Unido            | «en reconocimiento a sus distinguidas investigaciones sobre los alcaloides y otros productos naturales». |                  | |
| 1939 | James William McBain                          | Canadá                 | «por haber abierto el estudio de electrolitos coloidales, proveyendo los elementos de la teoría guía, y desarrolló del tema». |                  | |
| 1940 | Harold C. Urey                                | Estados Unidos         | «por su aislamiento del deuterio, el isótopo de hidrógeno pesado, y por su trabajo en este y otros isótopos siguiendo el curso detallado de las reacciones químicas». | (Q, 1934)        | Medalla Willard Gibbs (1934) Medalla Franklin (1943) Medalla J. Lawrence Smith (1962) Medalla de oro de la Real Sociedad Astronómica (1966) Medalla Priestley (1973) |
| 1941 | Henry Drysdale Dakin                          | Inglaterra             | «por su trabajo como pionero en la investigación bioquímica y sobre todo por sus contribuciones fundamentales para el estudio del metabolismo intermedio». |                  | |
| 1942 | Sir Cyril Hinshelwood                         | Inglaterra             | «en reconocimiento a su destacado trabajo en el mecanismo de las reacciones químicas». | (Q, 1956)        | |
| 1943 | Ian Morris Heilbron                           | Reino Unido            | «en reconocimiento a sus muchas contribuciones notables en química orgánica, en especial a la química de los productos naturales de importancia fisiológica». |                  | |
| 1944 | Robert Robertson                              | Escocia                | «en reconocimiento a sus investigaciones sobre explosivos, métodos analíticos, la estructura interna del diamante y los espectros de absorción infrarroja». |                  | |
| 1945 | Roger Adams                                   | -                      | «en reconocimiento de sus extensas investigaciones en el campo de la química orgánica y de su reciente trabajo en el campo de alcaloides». |                  | |
| 1946 | Christopher Kelk Ingold                       | Reino Unido            | «en reconocimiento a su destacada labor en la aplicación de métodos físicos para problemas en química orgánica». |                  | Medalla Longstaff (1951) Medalla Royal (1952) |
| 1947 | Linus Pauling                                 | Estados Unidos         | «en reconocimiento a sus distinguidas contribuciones a la teoría de la valencia y por su teórica aplicación a los sistemas de importancia biológica». |                  | |
| 1948 | Edmund Hirst                                  | Reino Unido            | «en reconocimiento a su destacada labor en la determinación de la estructura de los azúcares, almidones, gomas vegetales y, especialmente, de la vitamina C». |                  | |
| 1949 | Alexander R. Todd                             | Reino Unido            | «por sus estudios sintéticos estructurales y logros en orgánica y bioquímica, con especial referencia a las vitaminas B1 y E y los nucleósidos producidos naturales». | (Q, 1956)        | Medalla Royal (1955) Medalla Copley (1970) Medalla Lomonósov (1978)                                                                                                  |
| 1950 | John Simonsen                                 | -                      | «por sus distinguidos investigaciones sobre la constitución de los productos naturales, especialmente las plantas hidrocarbonadas y sus derivados». |                  | |
| 1951 | Eric Rideal                                   | Inglaterra             | «por sus distinguidas contribuciones al tema de la química de la superficie». |                  | |
| 1952 | Alexander Robertson                           | Reino Unido            | «En reconocimiento a sus investigaciones sobre la química de productos naturales, en particular la amplia gama de glicósidos, principios amargos y otros colorantes que contienen átomos de oxígeno heterocíclicos. |                  | |
| 1953 | John Lennard-Jones                            | Reino Unido            | «por su destacada labor en las aplicaciones de la mecánica cuántica a la teoría de la valencia y al análisis de la estructura íntima de los compuestos decimales». |                  | |
| 1954 | James Wilfred Cook                            | Inglaterra             | «por sus distinguidas investigaciones fundamentales en química orgánica». |                  | |
| 1955 | Harry Work Melville                           | Escocia                | «en reconocimiento a su destacada labor en química física y en reacciones de polímeros». |                  | |
| 1956 | Robert Downs Haworth                          | -                      | "En reconocimiento a sus distinguidas contribuciones a la química de los productos naturales en particular a aquellos que contienen sistemas heterocíclicos». |                  | |
| 1957 | Kathleen Lonsdale                             | Reino Unido            | «en reconocimiento a sus distinguidos estudios en la estructura y el crecimiento de cristales». |                  | |
| 1958 | Ronald George Wreyford Norrish                | Reino Unido            | «en reconocimiento a su destacada labor en cinética química, especialmente en fotoquímica». |                  | |
| 1959 | Robert B. Woodward                            | Estados Unidos         | «en reconocimiento a sus distinguidas investigacioness en química orgánica y en particular por sus contribuciones a la estructura y síntesis de productos naturales». |                  | |
| 1960 | John Monteath Robertson                       | -                      | «en reconocimiento a su destacada labor pionera en el análisis de la estructura cristalina, especialmente de los compuestos orgánicos». |                  | |
| 1961 | Derek Barton                                  | Inglaterra             | «en reconocimiento a sus distinguidos investigaciones en química orgánica, particularmente sobre la estructura y estereoquímica de los productos naturales de terpeno y series de esteroides; y el análisis de la conformación de estructuras cíclicas». | (Q, 1969)        | Medalla Royal (1972) Medalla Copley (1980) Medalla Priestley (1995)                                                                                                  |
| 1962 | Harry Julius Emeléus                          | Reino Unido            | «en reconocimiento a sus investigaciones distinguidas en química inorgánica y el descubrimiento y examen de una amplia gama de nuevos compuestos». |                  | |
| 1963 | Edmund John Bowen                             | Reino Unido            | «en reconocimiento a su distinguido trabajo sobre la elucidación de las reacciones fotoquímicas, y por su estudio de la fluorescencia y la fosforescencia en relación con los procesos moleculares correspondientes». |                  | |
| 1964 | Melvin Calvin                                 | Estados Unidos         | «en reconocimiento a su trabajo pionero en química y biología, particularmente por su elucidación de la ruta fotosintética para la incorporación del dióxido de carbono por las plantas» | (Q, 1961)        | Medalla Priestley (1978) |
| 1965 | Harold Warris Thompson                        | Inglaterra             | «en reconocimiento a sus distinguidas contribuciones a la espectroscopia infrarroja y a su aplicación a los problemas químicos». |                  | |
| 1966 | Ewart Jones                                   | Gales                  | «en reconocimiento a su distinguida contribución a la química orgánica sintética y al esclarecimiento de las estructuras de los productos naturales». |                  | |
| 1967 | Vladimir Prelog                               | Croacia                | «en reconocimiento a su trabajo distinguido en el desarrollo de conceptos estereoquímicos y en la estructura de los alcaloides y antibióticos». |                  | |
| 1968 | John Cornforth George Joseph Popjak           | Australia -            | «en reconocimiento a su distinguido trabajo conjunto sobre la elucidación de la vía biosintética de los poliisoprenoides y los esteroides». |                  | |
| 1969 | Frederick Sydney Dainton                      | Reino Unido            | «en reconocimiento a su distinguido trabajo sobre los mecanismos de las reacciones químicas ». |                  | |
| 1970 | Charles Alfred Coulson                        | Reino Unido            | «en reconocimiento a su distinguida labor en química teórica». |                  | |
| 1971 | George Porter                                 | Reino Unido            | «en reconocimiento a sus contribuciones destacadas a nuestra comprensión de las reacciones químicas». |                  | |
| 1972 | Arthur John Birch                             | Australia              | «en reconocimiento a sus distinguidos estudios biosintéticos de productos orgánicos naturales y su desarrollo de nuevos reactivos para procesos de reducción». |                  | |
| 1973 | John Stuart Anderson                          | Reino Unido            | «en reconocimiento a sus distinguidas contribuciones a la química, especialmente en la investigación estructural de superficies imperfectas y materiales no estequiométricos». |                  | |
| 1974 | James Baddiley                                | Reino Unido            | «en reconocimiento a sus investigaciones destacadas sobre la coenzima A y los estudios de los componentes de las paredes celulares bacterianas». |                  | |
| 1975 | Theodore Morris Sugden                        | Reino Unido            | «en reconocimiento a sus distinguidas contribuciones a la química física, incluidas particularmente las reacciones que se producen en las llamas». "In recognition of his distinguished contributions to physical chemistry including particularly the reactions occurring in flames". |                  | |
| 1976 | Rex Edward Richards                           | Reino Unido            | «en reconocimiento a sus destacadas contribuciones a la espectroscopia de resonancia magnética nuclear y su aplicación a problemas químicos y biológicos». |                  | |
| 1977 | Alan Battersby                                | Reino Unido            | «en reconocimiento a sus contribuciones sobresalientes y reconocidas internacionalmente a la biosíntesis, su meticuloso y lógico desentrañamiento de las complejas vías por las que se elaboran los alcaloides y las porfirinas in vivo». |                  | |
| 1978 | Albert Eschenmoser                            | Suiza                  | «en reconocimiento a sus distinguidas contribuciones a la química orgánica sintética moderna, bien ilustrada por su impresionante síntesis total de la vitamina B12». |                  | |
| 1979 | Joseph Chatt                                  | Reino Unido            | «en reconocimiento a su distinguida contribución a la química de los metales de transición y a la comprensión de la catálisis que involucra moléculas ligantes como las olefinas o el dinitrógeno». |                  | |
| 1980 | Alan Woodworth Johnson                        | -                      | «en reconocimiento a sus contribuciones destacadas a la química de los productos naturales, incluidas las porfirinas de la vitamina B12, los factores de germinación de las plantas y las hormonas de los insectos y las feromonas». |                  | |
| 1981 | Ralph Alexander Raphael                       | Reino Unido            | «en reconocimiento a sus distinguidas contribuciones a la síntesis orgánica y, en particular, a sus ingeniosas aplicaciones de productos intermedios acetilénicos». |                  | |
| 1982 | Michael James Steuart Dewar                   | India                  | «en reconocimiento a sus distinguidos estudios de los mecanismos de una amplia gama de reacciones químicas basadas en cálculos mecánicos de ondas semi-empíricas». |                  | |
| 1983 | Duilio Arigoni                                | Suiza                  | «en reconocimiento a su distinguida creatividad en los campos de la biosíntesis y la estereoquímica bioorgánicas». |                  | |
| 1984 | Sam Edwards                                   | Reino Unido            | «en reconocimiento a sus distinguidas contribuciones a las bases teóricas de los aspectos termodinámicos de la química de polímeros». |                  | |
| 1985 | Jack Lewis                                    | Inglaterra             | «por su excelente trabajo sobre la estructura y reactividad de los compuestos de agrupaciones metálicas, incluido el trabajo pionero sobre los derivados de carbido e hidrido, y las moléculas orgánicas donadoras de pi». |                  | |
| 1986 | Alexander George Ogston                       | Reino Unido            | «en reconocimiento a su primera propuesta seminal de las formas en que las enzimas manejan asimétricamente los sustratos simétricos y su posterior análisis cuantitativo de las interacciones de macromoléculas que elucidaron los efectos de la exclusión de polímeros». |                  | |
| 1987 | Alec Jeffreys                                 | Inglaterra             | «en reconocimiento a sus contribuciones a la química del ADN humano, en particular al descubrimiento y explotación de satélites hipervariables en el genoma humano». |                  | |
| 1988 | John Pople                                    | Inglaterra             | «en reconocimiento a sus amplios aportes a la química teórica, especialmente a su desarrollo y aplicación de técnicas para el cálculo de funciones y propiedades de las ondas moleculares». |                  | |
| 1989 | Francis Gordon Albert Stone                   | Inglaterra             | «en reconocimiento a sus muchas contribuciones distinguidas a la química organometálica, incluido el descubrimiento de que las especies que contienen carbono-metal de enlaces múltiples metal-metal son reactivos versátiles para la síntesis de compuestos de grupos con enlaces entre diferentes elementos de transición».                                                                                |                  | |
| 1990 | Keith Usherwood Ingold                        | Reino Unido            | «por ser pionero en el estudio cuantitativo de las reacciones de radicales libres en solución, en vasos y en organismos vivos, en particular utilizando resonancia magnética electrónica». |                  | |
| 1991 | Jeremy R. Knowles                             | Inglaterra             | «en reconocimiento a sus contribuciones a la química mecánica integrada con la enzimología, en particular a la aplicación de métodos químicos para resolver problemas biológicos fundamentales de reconocimiento y catálisis». |                  | |
| 1992 | Alan Carrington                               | Reino Unido            | «distinguido por la determinación y caracterización de los espectros moleculares de especies transitorias». |                  | |
| 1993 | Jack E. Baldwin                               | Reino Unido            | «distinguido por sus contribuciones a la química bioorgánica, en particular a la comprensión de la biosíntesis de los anticuerpos beta-lactámicos». |                  | |
| 1994 | John Meurig Thomas                            | Gales                  | «por sus estudios pioneros en química del estado sólido y por los grandes avances que ha realizado en el diseño de nuevos materiales por catálisis heterogénea». |                  | |
| 1995 | M. L. H. Green                                | Reino Unido            | «en reconocimiento a su contribución a la química organometálica con aplicación particular a reacciones catalíticas». | —                | |
| 1996 | Geoffrey Wilkinson                            | Inglaterra             | «en reconocimiento a su contribución a la química de metales de organotransición y al desarrollo de catálisis homogénea y su trabajo sobre la hidroformilación». |                  | |
| 1997 | Jean-Marie Lehn                               | Francia                | «en reconocimiento a su trabajo sobre química supramolecular, sobre moléculas de autoensamblaje y sobre dispositivos químicos». | —                | |
| 1998 | Alan Roy Fersht                               | Reino Unido            | «en reconocimiento por su trabajo pionero en el análisis de proteínas al combinar los métodos e ideas de la química física-orgánica con los de la ingeniería de proteínas, iluminando procesos como la catálisis enzimática, el plegamiento de proteínas, interacciones proteína-proteína y aquellas interacciones de macromoléculas en general que están dominadas por la química del enlace no covalente». |                  | |
| 1999 | Malcolm Harold Chisholm                       | -                      | «en reconocimiento a su trabajo principal en química inorgánica, particularmente su gran impacto en la química de los metales de transición y su investigación pionera en el único enlace triple metal-metal uniendo el dimolibdeno y dialquilamidas de ditungsteno, alcóxidos y alquilos, y para la uso de estos compuestos en otras síntesis importantes».                                                 |                  | |
| 2000 | Steven Victor Ley                             | Reino Unido            | «en reconocimiento a su invención de nuevos métodos sintéticos aplicados a la síntesis de productos naturales complejos, incluidos los de insectos, microorganismos y plantas. Entre sus éxitos más destacados se encuentra la síntesis de avermectina B1a, tetronasina, las milbemicinas e indanomicina, así como su importante desarrollo de síntesis cortas y prácticas de oligosacáridos».               |                  | |
| 2001 | Alastair Ian Scott                            | -                      | «por sus contribuciones pioneras a la comprensión de las rutas biosintéticas, y en particular por su trabajo sobre la vitamina B12. Es un líder mundial en su área y el impacto de sus descubrimientos probablemente tendrá un efecto significativo en la forma en que la química de productos naturales avance en el futuro».                                                                               | —                | |
| 2002 | Neil Bartlett                                 | Inglaterra             | «por su investigación que explora los límites de oxidación más altos de los elementos menos oxidables, principalmente con flúor elemental. [sic] Ha expuesto la nueva química de los gases nobles y los nuevos procedimientos para alcanzar los límites del estado de oxidación alto a través de los elementos de la tabla periódica».                                                                       |                  | |
| 2003 | Roger Parsons                                 | -                      | «por su distinguida carrera en electroquímica.[sic] Desarrolló el método de preparar, por primera vez, superficies metálicas limpias y bien definidas y ponerlas en contacto con el electrolito sin contaminación». |                  | |
| 2004 | Takeshi Oka                                   | -                      | «por sus numerosas y variadas contribuciones a la espectroscopia molecular y sus aplicaciones, en particular a la astronomía». |                  | |
| 2005 | Chris Dobson                                  | Reino Unido            | «por su trabajo en la aplicación de la RMN y otros métodos estructurales para estudiar el plegamiento y plegado incorrecto de proteínas, especialmente la formación de fibrillas amiloides, lo que lleva a nuevos conocimientos sobre la estructura y plegamiento de las proteínas». |                  | |
| 2006 | Martin Pope                                   | Estados Unidos         | «por su trabajo pionero en el campo de los semiconductores moleculares, que ahora se ha convertido en un área grande e importante de la ciencia y de la tecnología de los semiconductores». |                  | |
| 2007 | John Simons                                   | -                      | «por sus muchas contribuciones innovadoras experimentales a un área amplia de la física química, que incluye la dinámica de reacción molecular, la espectroscopia molecular y, más recientemente, la química biofísica». |                  | |
| 2008 | James Fraser Stoddart                         | Escocia                | «por sus contribuciones en tecnología molecular». |                  | |
| 2009 | Jeremy Sanders                                | Reino Unido            | «por sus contribuciones pioneras a varios campos, más recientemente al campo de la química combinatoria dinámica en la vanguardia de la química supramolecular». |                  | |
| 2010 | Carol Robinson                                | Reino Unido            | «por su innovador y novedoso uso de la espectrometría de masas para la caracterización de grandes complejos de proteínas». |                  | |
| 2011 | Ahmed Zewail                                  | Egipto                 | «por sus contribuciones seminales al estudio de las reacciones ultrarrápidas y la comprensión de los estados de transición en química y a la microscopía electrónica dinámica». |                  | |
| 2012 | Fraser Armstrong                              | Reino Unido            | «por su pionera electroquímica de película de proteínas, permitiendo un control termodinámico y cinético exquisito de las enzimas redox, ejemplificado por hidrogenasas, clave en la tecnología energética». |                  | |
| 2013 | Graham Hutchings                              | Reino Unido            | «por el descubrimiento de la catálisis por oro y por sus contribuciones seminales a este nuevo campo de la química». |                  | |
| 2014 | Clare Grey                                    |                        | «por aplicaciones pioneras de la resonancia magnética nuclear de estado sólido a materiales relevantes para la energía y el medio ambiente». |                  | |
| 2015 | Gideon John Davies                            |                        | «por por su trabajo en la determinación de la química de reacción de las transformaciones de carbohidratos catalizadas por enzimas». |                  | |
| 2016 | Stephen Mann                                  |                        | «por sus destacadas contribuciones a la química de la bio-mineralización y por ser pionero en la síntesis bio-inspirada y en el autoensamblaje de nanoestructuras funcionales y objetos híbridos a nanoescala». |                  | |
| 2017 | Matthew Rosseinsky                            |                        | «sus avances en el diseño y descubrimiento de materiales funcionales, integrando el desarrollo de nuevas técnicas experimentales y computacionales». |                  | |
| 2018 | John Pyle                                     |                        | «liderazgo pionero en la comprensión del agotamiento de la capa global de ozono por los halocarburos, en particular el acoplamiento entre la química, la radiación y la dinámica, y la vulnerabilidad especial del ozono ártico». |                  | |
| 2019 | Varinder Aggarwal                             | India                  | «por sus métodos innovadores que acoplan ésteres borónicos creando arquitecturas 3-D con control total sobre la forma y la funcionalidad con una amplia gama de aplicaciones en todas las ciencias». |                  | |
| 2020 | Ben G. Davis                                  | Reino Unido            | «por inventar poderosos métodos químicos que manipulan directamente moléculas biológicas complejas, lo que permite dilucidar y controlar la función y el mecanismo biológicos in vitro e in vivo, más allá de los límites de la genética». |                  | |